# Delosperma burtoniae
Delosperma burtoniae är en isörtsväxtart som beskrevs av L. Bol.. Delosperma burtoniae ingår i släktet Delosperma, och familjen isörtsväxter. Inga underarter finns listade i Catalogue of Life.